# 真・女立喰師列伝
『真・女立喰師列伝』（しん おんな たちぐいし れつでん）は、2007年11月10日に公開された日本の劇場用オムニバス映画。監督は押井守、神谷誠、神山健治、湯浅弘章、辻󠄀本貴則。

## 概要
『女立喰師列伝 ケツネコロッケのお銀 -パレスチナ死闘篇-』制作終了後、押井は『女立喰師列伝』のシリーズ化を決意し、HMV渋谷店のトークショーで計画を明かした。その後『スカイ・クロラ The Sky Crawlers』の制作現場を度々隙を見て抜け出しては撮影にあたっていたという。『立喰師列伝』のようなアニメ要素を含んだ演出・加工はほとんどせず、今度は完全な実写である。

## スタッフ
- 原作・総監修：押井守
- 音楽：川井憲次
- 音響監督：若林和弘
- 主題歌「ヒメゴト」：樹海
- エンディングテーマ「孤城の月」：樹海
- VFXスーパーバイザー：佐藤敦紀・神谷誠
- 製作：熊澤芳紀・林裕之
- エグゼクティブ・プロデューサー：森遊机
- プロデューサー：久保淳
- OP監督：押井守（出演：兵藤まこ）
- タイトル題字：鈴木敏夫

### 金魚姫 鼈甲飴の有理
- 監督・脚本：押井守
- 刺青デザイン：末弥純
- 鼈甲飴の有理：ひし美ゆり子
- カメラマン・坂崎一：吉祥寺怪人（声：鈴木敏夫）
- 「戦後思想」編集長：鈴木敏夫

ひし美は当初出演を断ったが、押井守から「芝居なんかしてくれなくていい。ひし美さんが出てくれるだけでいい」と言われOKした。

### 荒野の弐挺拳銃 バーボンのミキ
- 監督・脚本・撮影・編集：辻󠄀本貴則
- バーボンのミキ：水野美紀
- フランコ署長：辻本一樹
- サブ：川本淳市

### Dandelion 学食のマブ
- 監督・脚本：神山健治
- 学食のマブ：安藤麻吹
- 神山店長：神山健治（声：内田夕夜）
- 白い粉の男：渡辺聡

神山店長は、かつて牛丼やハンバーガーのチェーン店で立喰師と戦った経験があると紹介される。この設定は『立喰師列伝』の同名登場人物（そちらでも神山健治が演じた）で描かれた内容と同じである。

### 中CM
- 監督・脚本：押井守
- 違いの判らない男たち：神谷誠、神山健治、湯浅弘章、辻󠄀本貴則
- ポスターの女性：愛未（樹海）

### 草間のささやき 氷苺の玖実
- 監督・脚本・撮影・編集：湯浅弘章
- 氷苺の玖実：藤田陽子
- 由起夫：和田聰宏
- 光男：若松武史

### 歌謡の天使 クレープのマミ
- 監督・脚本・撮影・VFX：神谷誠
- クレープのマミ：小倉優子
- クレープ屋店長 岡林耕造：池内万作

「クレープのマミ」は押井守がかつて製作したアニメ版『うる星やつら』にも作中の写真で登場（ただし中年女性である）しており、『紅い眼鏡』では天本英世演じる「月見の銀二」の台詞に名前が出てくる。またこの登場人物は主人公の家がクレープ屋という設定の『魔法の天使クリィミーマミ』のパロディでもある。

### ASSAULT GIRL ケンタッキーの日菜子
- 監督・脚本：押井守
- メカニックデザイン：鬼頭栄作
- 衣裳デザイン・制作：竹田団吾
- ケンタッキーの日菜子：佐伯日菜子

「ケンタッキーの日菜子」製作に当たり、衣裳・セット・CGで予算を使い果たしたという（セットは押井曰く「拾ってきたのを細工した」らしい）。本編はその大半がCGであり、出演者は佐伯一人のみである。
後に本章と『アヴァロン』の基本設定が融合して『ASSAULT GIRLS』が制作された。

## 受賞
- 第20回東京国際映画祭 日本映画・ある視点部門 公式出品
- 第58回ベルリン国際映画祭 「食と文化」部門 招待上映